# جک کالینز (بازیکن فوتبال دهه ۱۹۳۰)
جک کالینز (انگلیسی: Jack Collins؛ زادهٔ) بازیکن فوتبال است.